# Amethyst-Sommerwurz
Die Amethyst-Sommerwurz (Orobanche amethystea), auch Amethystblaue Sommerwurz ist eine Pflanzenart aus der Gattung der Sommerwurzen (Orobanche) in der Familie der Sommerwurzgewächse (Orobanchaceae).

## Beschreibung und Ökologie

Aufgeblühte Pflanze

Junge Pflanze, noch vor dem Aufblühen

Die Amethyst-Sommerwurz ist eine ausdauernde krautige Pflanze, die Wuchshöhen von 10 bis 45 Zentimetern erreicht. Es handelt sich um einen Vollschmarotzer (Holoparasiten), der auf dem Feld-Mannstreu (Eryngium campestre) parasitiert. Sie bildet kein eigenes Chlorophyll und betreibt keine Photosynthese.
Die Blütezeit beginnt Mitte Mai und dauert bis Juli, die Fruchtstände sind bis zum Herbst zu sehen. Ältere Blüten stehen ungefähr waagerecht ab. Der unverzweigte Stängel, die Tragblätter und die Blüten sind violett oder purpurfarbig. Der Blütenstand jüngerer Exemplare erscheint schopfig, da die Deckblätter länger als die Blüten sind.
Die zwittrigen Blüten sind zygomorph und fünfzählig mit doppelter Blütenhülle. Die Kelchzähne sind lang zugespitzt. Die 18 bis 21 Millimeter lange Blütenkrone ist weißlich und violett geadert und ihre Rückenlinie ist mehr oder weniger gleichmäßig gebogen. Um die Ansatzstelle der Staubfäden sitzt halbmondförmig das gelbe Nektarium. Die Narbe ist violett oder rotbraun.
Die Chromosomenzahl beträgt 2n = 38.

## Vorkommen und Gefährdung
Der Verbreitungsschwerpunkt der Amethyst-Sommerwurz ist Westeuropa. Ihr Verbreitungsgebiet reicht aber von Marokko und Algerien bis Portugal, Spanien, Frankreich, Großbritannien, Deutschland, Schweiz, Italien, Balkanhalbinsel, zum Iran und Afghanistan.
Sie gedeiht in Trockenrasen auf kalkhaltigen und mäßig nährstoffreichen Böden. Sie ist eine Charakterart des Verbands Xerobromion.
Die Amethyst-Sommerwurz ist an das seltene Vorkommen der Wirtspflanze, dem Feld-Mannstreu (Eryngium campestre), gebunden. Die Art ist von wenigen Standorten Baden-Württembergs (im Kraichgau, am Kaiserstuhl sowie an der Bergstraße) bekannt. O. amethystea gilt als sehr gefährdet. In Baden-Württemberg ist die Art „Vom Aussterben bedroht“.

## Taxonomie
Die Erstveröffentlichung von Orobanche amethystea erfolgte 1799 durch Jean-Louis Thuillier.

## Einzelnachweise

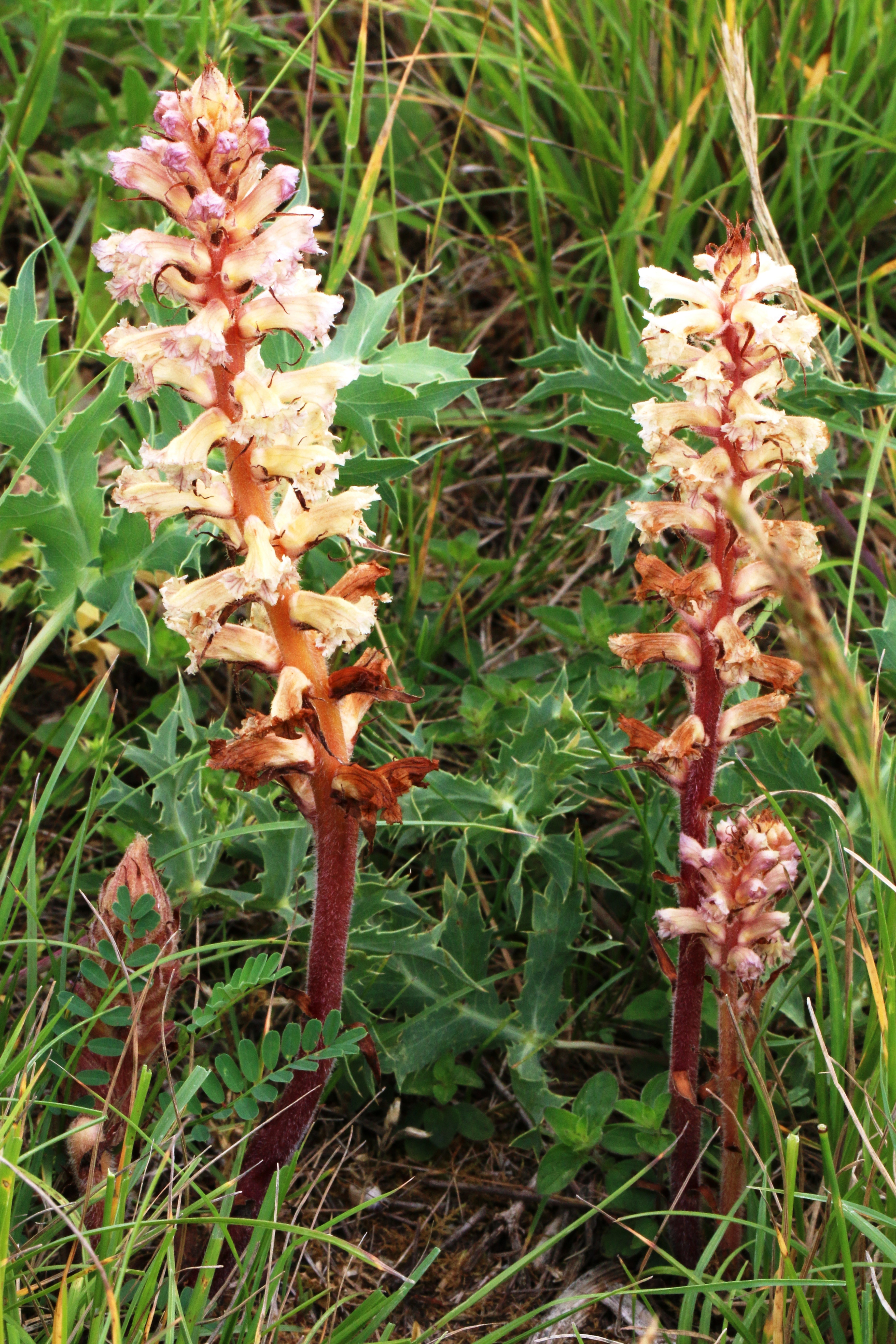
Amethyst-Sommerwurz und Feld-Mannstreu auf Kalkmagerrasen